# Alfred Toepfer Stiftung F. V. S.
Die Alfred-Toepfer-Stiftung F. V. S. ist eine gemeinnützige Stiftung, die sich für die Förderung der europäischen Verständigung unter Wahrung der kulturellen Vielfalt engagiert. Sie ist europaweit in den Feldern Kunst und Kultur, Wissenschaft, Naturschutz und Jugend präsent und vergibt vier Preise: den KAIROS-Preis, den Freiherr-vom-Stein-Preis, den Max-Brauer-Preis und den CULTURA-Preis.
Die Stiftung wurde vom Hamburger Kaufmann und Landwirt Alfred C. Toepfer (1894–1993) zum Jahreswechsel 1931/1932 als Stiftung F. V. S. gegründet. Die Abkürzung „F. V. S.“ nimmt laut Toepfer Bezug auf den preußischen Reformer Freiherr vom Stein.

## Geschichte und Funktion
Die Stiftung ist bis heute wegen des schwierig einzuordnenden Verhältnisses des Gründers Alfred Toepfer zum Nationalsozialismus umstritten. So kam es Anfang der 1990er-Jahre in Wien zu heftigen Attacken der Forschungsgruppe Kulturgeschichte gegen den neu gestifteten Grillparzer-Preis (der nach drei Vergaben eingestellt wurde) und die Kontinuität der Herder-Preise. Im Jahr 1996 musste der 1962 geschaffene Straßburg-Preis für Beiträge zur deutsch-französischen Verständigung wegen anhaltender Proteste gegen den Stifter eingestellt werden. Dies nahm die Stiftung 1997 zum Anlass, das Wirken der Stiftung und des Stifters durch eine unabhängige Kommission untersuchen zu lassen. Die am 11. Dezember 2000 vorgestellten Ergebnisse stellten zum einen fest, dass Toepfer „nie die zentralen Ziele und Motive der führenden Nationalsozialisten“ teilte, „Rassismus und Antisemitismus lagen ihm fern“ (Mommsen, Kreis et al.). Zum anderen zeigte sein Wirken durch die Vergabe von Kulturpreisen eine große Nähe zu nationalsozialistischer Volkstumspolitik, zu deren Parteifunktionären er Kontakt pflegte. In den Tagebüchern des Joseph Goebbels ist eine freundschaftliche Begegnung vermerkt. Auch eine personelle Kontinuität in den Stiftungsgremien von der Zeit des Nationalsozialismus bis in die jüngere Vergangenheit, etwa durch die Funktion des ehemaligen NS-Staatssekretärs im Ernährungsministerium Hans-Joachim Riecke als zeichnungsberechtigter stellvertretender Vorstand der Stiftung von 1958 bis 1976, stellte die Kommission fest und kritisierte die Vermeidung „selbstkritische(r) Vergangenheitsanalysen“ des Stifters selbst, attestierte ihm jedoch auch Lernfähigkeit und eine Abkehr vom extremen Nationalismus. (Lit.: Kreis et al.)
Dennoch verhinderte diese von der Stiftung in Auftrag gegebene Aufarbeitung nicht, dass das Verhältnis Alfred Toepfers zum Nationalsozialismus auch danach noch der Stiftung zum Vorwurf gemacht wurde. So verweigerte 2005 die französische Theaterleiterin Ariane Mnouchkine die Annahme des Hansischen Goethe-Preises. 2010 forderte der britische Historiker Michael Pinto-Duschinsky die Einstellung der Hanseatic Scholarships an der Universität Oxford. Nach dem Ausscheiden von Birte Toepfer als letzter Familienangehörigen des Gründers (sie war die Schwiegertochter Alfred Toepfers) aus dem Vorstand leitete die Stiftung im Jahr 2004 eine Umstrukturierung des Stiftungsprogramms ein. Eines der Ziele war es, die Vielzahl von Preisen und Stipendien, die historisch gewachsen war, zu straffen und die Mittel in ein operatives Programm zu überführen. Dieser Prozess wurde 2007 abgeschlossen.
Von den 1960er bis in die 1980er Jahre hatte die Stiftung neben ihrer Funktion zur Förderung kultureller Vielfalt auch Bedeutung als wesentlicher Kapitalträger der Firma Alfred C. Toepfer. Das Stiftungsvermögen wuchs von 50 Millionen DM 1963 auf 84 Millionen DM 1970 und 185 Millionen DM 1985. Das Kapital der als persönlich haftenden Gesellschafterin für die Firma gegründeten Alfred C. Toepfer Verwaltungsgesellschaft (mbH), deren Aufsichtsratsvorsitzender Alfred Toepfer war, war schon 1961 an die Stiftung übertragen worden.
Die Geschichte der Stiftung F. V. S. und die Biografie ihres Stifters Alfred Toepfer bleiben Gegenstand wissenschaftlicher Untersuchungen und kritischer Begleitung auch der Stiftungsaktivitäten. Entsprechende Publikationen und Debatten aktualisiert und veröffentlicht die Stiftung regelmäßig (letztmals 2016).

## Kulturpreise während des Nationalsozialismus
Überblick aller Preise, die – laut Stifter – einen Wall um das Binnendeutschtum (Zweckbestimmung von 1932) ziehen sollten:

### Verschiedene
- Wolfgang-Amadeus-Mozart-Preis, in der Nachkriegszeit wieder begründet und weiter vergeben
- Erwin-von-Steinbach-Preis
- Joseph-Freiherr-von-Eichendorff-Preis
- Joseph-von-Görres-Preis
- Johann-Gottfried-von-Herder-Preis, in der Nachkriegszeit als Herder-Preis weiter vergeben
- Nicolaus-Kopernicus-Preis
- Prinz-Eugen-von-Savoyen-Preis
- Shakespeare-Preis, in der Nachkriegszeit weiter vergeben
- Rembrandt-Preis
- Henrik-Steffens-Preis, in der Nachkriegszeit weiter vergeben
- Ossian-Preis, vermutlich nie verliehen

### Nicolaus-Kopernicus-Preis
Bestimmt für das „Deutschtum in Polen“, später „im ehemaligen Polen“. Verleihung durch die Schlesische Friedrich-Wilhelms-Universität Breslau. Preisträger:
- 1937/38 Theodor Zöckler, evangelischer Theologe
- 1939 Walter Kuhn, Volkskundler, Siedlungshistoriker
- 1940 Albert Breyer, Volkstumsforscher
- 1941 Alfred Lattermann, Bibliothekar, Volkstumsforscher
- 1942 Viktor Kauder, Bibliothekar, Volkstumsforscher
- 1943/44 Alfred Karasek, Volkstumsforscher; Hertha Karasek-Strzygowski, Malerin

Kuratorium: Hermann Aubin; Ernst Birke; Günther Grundmann; Viktor Kauder; Hans Koch (V); Walter Kuhn; Alfred Lattermann; Kurt Lück

### Prinz-Eugen-von-Savoyen-Preis
Bestimmt für das „Deutschtum im Südosten“, Verleihung durch die Universität Wien. Preisträger:
- 1938 Rudolf Spek, Museumsdirektor
- 1939 Franz Ferch, Maler
- 1940 Franz Basch, Germanist, Volkstumspolitiker
- 1941 Richard Huß, Germanist, Volkstumspolitiker; Heinrich Schmidt, Germanist
- 1942 Felix Millecker, Lehrer, Heimatforscher, Archäologe
- 1943 Johannes Lipták, Gymnasialprofessor, Historiker; Roland Steinacker, evangelischer Theologe

Kuratorium: Carl Freiherr von Bardolff; Otto Brunner; Hugo Hassinger (V); Hans Hirsch; Josef Nadler; Rudolf Spek; Heinrich Ritter von Srbik

### Shakespeare-Preis
Bestimmt für „Angelsachsentum“, vornehmlich im Vereinigten Königreich. Verleihung durch die Hansische Universität, Hamburg. Preisträger:
- 1937 Ralph Vaughan Williams, Komponist
- 1938 John Masefield, Schriftsteller

Kuratorium: Hans Friedrich Blunck; Hermann Fiedler; Hans Grimm; Adolf Rein (Geschäftsführer); Rudolf Sieverts
Für die Preisträger ab 1967 siehe unten.

### Rembrandt-Preis
Bestimmt für das „niederländisch-niederdeutsche Volkstum“. Verleihung durch die Hansische Universität, Hamburg. Preisträger:
- 1935/36 René de Clercq, Schriftsteller, Volkstumspolitiker (Belgisch-Flandern); Stijn Streuvels, Schriftsteller (Belgisch-Flandern); Cyriel Verschaeve, Theologe, Schriftsteller (Belgisch-Flandern)
- 1937 Altfriesisches Wörterbuch, Projektförderung
- 1938 Willem Mengelberg, Dirigent (Niederlande)
- 1939 Hendrik Luyten, Maler (Belgisch-Flandern)
- 1940 Raf Verhulst, Schriftsteller, Volkstumspolitiker (Belgisch-Flandern)
- 1941 Henk Badings, Komponist (Niederlande)
- 1942 Felix Timmermans, Schriftsteller (Belgisch-Flandern)
- 1943 Jan de Vries, Altgermanist (Niederlande)

Kuratorium: Hans Friedrich Blunck; Conrad Borchling (V); Antoon Jacob; Adolf Rein (Geschäftsführer); Geerto Aeilko Sebo Snijder; Anton Johan van Vessem

### Ossian-Preis
Bestimmt für das „keltisch-nordische Volkstum“. Verleihungen sollten durch die Hansische Universität, Hamburg, erfolgen. Es kam jedoch zu keinen Verleihungen. Kuratorium: Leo Weisgerber.

## Ehemalige Preise nach 1949
- Franz-Grillparzer-Preis gemeinsam mit der Universität Wien
- Hans-Böttcher-Preis für Hörspiele in niederdeutscher Sprache (1960–1982)
- Robert-Schuman-Preis
- Europa-Preis für Staatskunst
- Immanuel-Kant-Preis
- Joseph-Bech-Preis
- Joost-van-den-Vondel-Preis,[10] er wurde erstmals 1960 vergeben und war mit 20.000 Euro dotiert, für Geisteswissenschaften im flämisch-niederländisch-niederdeutschen Raum.
- Europa-Preis
- Europa-Goldmedaille für Denkmalpflege
- van-Tienhoven-Preis für Naturschutz
- Louis-Pinck-Preis für Deutsches Volkslied
- Fritz-Reuter-Preis für herausragende Leistungen im Niederdeutschen (wurde von der Carl-Toepfer-Stiftung übernommen)
- Straßburg-Preis. 1996 distanzierte sich die Stadt Straßburg aufgrund der Vergangenheit von Alfred Toepfer von dem Preis, woraufhin die Stiftung eine Kommission einsetzte, die Toepfers Vergangenheit aufarbeiten sollte (siehe Alfred Toepfer). Der Preis wurde 1997 eingestellt.
- Hans-Klose-Preis für den Aufbau des Naturschutzes in den neuen Bundesländern
- Alexander-Sergejewitsch-Puschkin-Preis für russischsprachige Literatur. 1990 bis 2005 vergeben.
- Europa-Preis für Volkskunst
- Montaigne-Preis für Beiträge zum europäischen Kulturerbe aus dem romanischsprachigen Raum (Universität Tübingen). Er bestand bis 2006.
- Herder-Preis und Johann-Gottfried-von-Herder-Preis für Beiträge zur Erhaltung und Mehrung des europäischen Kulturerbes aus den Ländern des europäischen Ostens (Universität Wien)
- Henrik-Steffens-Preis für den kulturellen Beitrag des skandinavischen Raums (Universität Kiel)
- Justus-von-Liebig-Preis für agrarwissenschaftliche Forschung und Thünen-Goldmedaille für die Landwirtschaft (Universität Kiel)
- Hansischer Goethe-Preis. 2005 lehnte Ariane Mnouchkine den Preis auf Grund ihrer Einschätzung der Vergangenheit von Alfred Toepfer[11] ab. Daraufhin stellte die Stiftung diesen Preis ein, wie z. B. auch den Montaigne-Preis und den Shakespeare-Preis.
- Oberrheinischer Kulturpreis
- Johann-Wolfgang-von-Goethe-Medaille zur Förderung übernationaler Gesinnung und humanitärer Bestrebungen
- Wilhelm-Leopold-Pfeil-Preis für Leistungen auf dem Gebiet der Forstwirtschaft (Fachhochschule Eberswalde)
- Fritz-Schumacher-Preise für die Gebiete Städtebau und Landesplanung, Baukunst, konstruktiver Ingenieurbau, Baugeschichte, Landschaftsplanung und Gartenkunst oder Stadtökologie und Stadtsoziologie (Universität Hannover)
- Alexander-von-Humboldt-Medaille, vergeben von 1962 bis 1986 für Leistungen im Naturschutz[12]
- Alexander-Petrowitsch-Karpinskij-Preis für hervorragende Leistungen von russischen Wissenschaftlern auf den Gebieten der Natur- und Gesellschaftswissenschaften und auf dem Gebiete der Ökologie und des Umweltschutzes (1977–2006)[13]
- Der CULTURA-Preis würdigte von 2008 bis 2017 beispielhafte Forschungs- oder Arbeitsansätze auf den Gebieten Naturschutz, Landwirtschaft, agrarwissenschaftlicher Forschung und Forstwirtschaft.
- Der mit 25.000 Euro dotierte Freiherr-vom-Stein-Preis für gesellschaftliche Innovation zeichnete bis 2012 Persönlichkeiten aus, die sich mit Initiative und Weitsicht für das Gemeinwohl einsetzten.

## Shakespeare-Preis ab 1967
Nach dem Besuch der Königin Elizabeth II in Hamburg wurde der Preis neu aufgelegt und bis 2006 vergeben. Er war dem angelsächsischen Anteil an der Pflege des europäischen Kulturerbes und der Förderung übernationaler Gesinnung und humanitärer Bestrebungen gewidmet und mit einem Ein-Jahres-Stipendium an einer deutschen Hochschule für einen Rezipienten verbunden, den der Preisträger auswählte. Die Preisträger waren:
- 1967 Peter Hall
- 1968 Graham Greene
- 1969 Roy Pascal (Professor für Germanistik an der Birmingham University von 1939 bis 1969)
- 1970 Harold Pinter
- 1971 Janet Baker
- 1972 Paul Scofield
- 1973 Peter Brook
- 1974 Graham Sutherland
- 1975 John Pritchard
- 1976 Philip Larkin
- 1977 Margot Fonteyn
- 1978 John Dexter (1925–1990), Theater-, Film- und Opernregisseur
- 1979 Tom Stoppard
- 1980 Roy Strong (* 1935), Direktor des Royal Albert Museums und der National Portrait Gallery
- 1981 John Schlesinger
- 1982 Doris Lessing
- 1983 David Hockney
- 1984 Colin Davis
- 1985 Alec Guinness
- 1986 Harold Jenkins
- 1987 Gwyneth Jones
- 1988 Iris Murdoch
- 1989 Peter Shaffer
- 1990 Neville Marriner
- 1991 Maggie Smith
- 1992 Richard Attenborough
- 1993 Julian Barnes
- 1994 Robert Burchfield (1923–2004), Herausgeber des Oxford English Dictionary
- 1995 George Christie
- 1996 Simon Rattle
- 1997 Howard Hodgkin
- 1998 Derek Jacobi
- 1999 Ian McEwan
- 2000 Sam Mendes
- 2001 Tony Cragg
- 2002 A. S. Byatt
- 2003 Matthew Bourne (* 1960), Choreograph
- 2004 Paul Muldoon
- 2005 Richard Dawkins
- 2006 Bryn Terfel

## Aktuelle Preise
Die Reform der Stiftung und die mehrfachen Ablehnungen von Preisen führte zur Straffung des Preisprogramms. Viele Preise wurden eingestellt und 2006 letztmals verliehen. Danach reduzierte sich die Zahl der durch die Stiftung verliehenen Preise zunächst auf vier.
- Der mit 75.000 Euro dotierte KAIROS-Europäischer Kulturpreis der Stiftung wird seit 2007 an junge Künstler sowie Kulturmittler aus den Bereichen der bildenden und darstellenden Kunst, Musik, Architektur, Film, Fotografie, Literatur und Publizistik vergeben. Über die Preisvergabe entscheidet ein unabhängiges Kuratorium.
- Der Max-Brauer-Preis wird seit 1993 jährlich für Verdienste um das kulturelle, wissenschaftliche und geistige Leben Hamburgs verliehen.

## Aufgaben der Stiftung

### In Menschen investieren
Im Schwerpunktbereich In Menschen investieren fördert die Stiftung direkt Personen durch Stipendien, Preise und das Europäische Fördernetzwerk:
- Alfred-Toepfer-Stipendienprogramm
  - Alfred-Toepfer-Stipendium – richtet sich an Studenten und Promovierende aus Mittel- und Osteuropa, die ihren Studienabschluss an einer deutschsprachigen Hochschule vorbereiten, sowie für deutsche Studenten und Promovierende, die einen einjährigen Studienaufenthalt in Mittel- und Osteuropa planen.
  - Herder-Stipendien – fördert Studenten aus Mittel- und Osteuropa, die ihren Studienabschluss an einer Universität in Wien vorbereiten.
  - Masefield-Studienpreis – für junge Nachwuchsmusiker an der Hamburger Hochschule für Musik und Theater
  - Masefield-Stipendium – Die Stiftung verleiht auf Vorschlag der Hamburger Hochschule für Musik und Theater jährlich ein einjähriges Stipendium an Studenten der Hochschule für Musik und Theater.
  - Voltaire-Stipendium – vergeben an deutsche und französische Nachwuchswissenschaftler, die einen Studien- oder Forschungsaufenthalt an einer Hochschule oder Institution im Nachbarland planen, in Kooperation mit der Académie de Berlin
  - Hanseatic Scholarship for Britons – für Studenten der Universitäten in Oxford und Cambridge, die ihr Studium oder ihre Forschung ein bis zwei Jahre an einer deutschen Hochschule fortsetzen
  - Alfred-Toepfer-Stipendien für Naturschutz – Vergabe auf Vorschlag der Europarc Federation
  - “In between” – In ihrem experimentellen Programmbereich „Gegenwartsfragen“ fragt die Stiftung verschiedene Filmemacher nach Antworten. Im Herbst 2010 vergibt sie deshalb einmalig das Drehbuchstipendium “In between”  an Absolventen der Hamburg Media School.
  - Archiv-Stipendium – Für wissenschaftliche Untersuchungen zur Geschichte Alfred Töpfers, seiner Stiftungen und Unternehmungen stellt die Alfred-Toepfer-Stiftung F. V. S. ein Archiv-Stipendium zur Verfügung.

- Während der Treffen innerhalb des Europäischen Fördernetzwerk können sich die Geförderten untereinander kennenlernen, ihre Projekte vorstellen und Kontakte schließen.

### „Gegenwartsfragen“
Stiftungen haben die Chance, mit großer Unabhängigkeit relevante Fragen aufzuwerfen und zu bearbeiten. Die Stiftung nutzt diese Freiheit insbesondere in ihrem experimentellen Programmbereich, der alle fünf Jahre eine neue Ausrichtung erhält: Hier formuliert sie Fragen von gesellschaftlicher, künstlerischer oder wissenschaftlicher Bedeutung.
Von 2010 bis 2015 stellt die Stiftung zehn exemplarisch gewählte „Gegenwartsfragen“. Bis 2010 initiierte sie einen „WerteDialog“.

### Gesellschaftliche Innovation
- Concerto21 – Die Sommerakademie für Aufführungskultur und Musikmanagement macht sich auf die Suche nach neuen, zeitgemäßen Konzertformen und vermittelt jungen Musikern, wie man nicht nur für die Musik, sondern auch von der Musik leben kann
- Lehren – Impuls zur wissenschaftlichen Lehre ist ein Weiterbildungs- und Netzwerkangebot für Führungskräfte in der Wissenschaft und im akademischen Management.
- Deutsche Hochschulen bekommen durch das Eurolecture-Gastdozentenprogramm zur Innovation in der Lehre die Gelegenheit, junge europäische Wissenschaftler als Dozenten an ihre Hochschule einzuladen.
- Das Fellowship für Kulturinnovation fördert innovative Projektideen europäischer Kulturinstitutionen und erleichtert jungen Absolventen den Berufseinstieg.
- Die Stiftung Innovation in der Hochschullehre (StIL) unter Trägerschaft der Toepfer Stiftung gGmbH befindet sich in Aufbau.[16] Die jährlich mit 150 Millionen Euro ausgestattete Stiftung soll nach Beauftragung durch die Gemeinsame Wissenschaftskonferenz (GWK) den Qualitätspakt Lehre (QPL) ergänzen.[17][18] Der Vorstand setzt sich aus Evelyn Korn, Antje Mansbrügge und Cornelia Raue zusammen.[19]

### Sonderbereiche

#### Hamburger Momente
- Persönlichkeiten und Einrichtungen, die sich besonders verdient um das kulturelle, geistige oder wissenschaftliche Leben der Stadt Hamburg gemacht haben, werden jährlich mit dem Max-Brauer-Preis ausgezeichnet.
- Mit den Masefield-Auszeichnungen werden junge Nachwuchsmusiker der Hamburger Hochschule für Musik und Kunst gefördert. In diesem Rahmen finden zweimal jährlich die Masefield-Konzerte statt, bei denen die jeweils drei Stipendiaten das Abendprogramm selbst gestalten.
- Im „Initiativkreis Hamburger Stiftungen“ fördert die Alfred-Toepfer-Stiftung F. V. S. gemeinsam mit verschiedenen größeren Hamburger Stiftungen und Initiativen den Stiftungsgedanken in Hamburg. Zum „Initiativkreis Hamburger Stiftungen“ gehören die „Zeit-Stiftung“, die „Körber-Stiftung“, die „Patriotische Gesellschaft“, die „Hermann-Reemtsma-Stiftung“, die „Bürgerstiftung“ und die „Joachim-Herz-Stiftung“.
- Einer der Orte lebendigen Dialogs in Hamburg ist das „Elbehaus“ mit der informellen Veranstaltungsreihe Elbehaus-Gespräche.

#### natur@toepfer-fvs
Die Förderung des Naturschutzes sowie des Naturparkgedankens waren schon immer ein besonderes Anliegen der Stiftung. Mit ihrem Sonderbereich „natur@toepfer-fvs“ entwickelt sie das traditionelle Engagement auf diesem Gebiet in zeitgemäßer Weise weiter und geht neue Wege der Förderung.
- Der CULTURA-Preis würdigt beispielhafte Forschungs- oder Arbeitsansätze auf den Gebieten Naturschutz, Landwirtschaft, agrarwissenschaftliche Forschung und Forstwissenschaft.
- Mit dem NatuRegio-Expertenprogramm für Naturschutz und Regionalentwicklung in Südosteuropa fördert die Stiftung den Naturschutz- und Naturparkgedanken in Rumänien und Bulgarien.
- Auf dem „Schulbauernhof Wilsede“ erhalten Hamburger Schulklassen aus der 3. bis 6. Jahrgangsstufe die Möglichkeit, eine Woche den Naturschutzpark Lüneburger Heide und die Arbeit auf einem Bauernhof zu erleben. Dieser Hof ist ein Umweltbildungsprojekt der „VNP Stiftung Naturschutzpark“.

## Gremien
Dem Stiftungsrat gehören neun Mitglieder an. Jürgen Schlaeger ist Vorsitzender und Ulrich Bopp stellvertretender Vorsitzender (Stand August 2011). Ansgar Wimmer ist Vorstandsvorsitzender, Andreas Holz ist Mitglied des Vorstandes der Alfred-Toepfer-Stiftung F. V. S.